# Gazapos
Gazapos es un lugar del municipio español de Ciudad Rodrigo, perteneciente a la provincia de Salamanca, en la comunidad autónoma de Castilla y León.

## Historia
Hacia mediados del siglo XIX, el lugar, una alquería ya por entonces perteneciente a Ciudad Rodrigo, tenía contabilizada una población de tres habitantes. Aparece descrito en el octavo volumen del Diccionario geográfico-estadístico-histórico de España y sus posesiones de Ultramar de Pascual Madoz con las siguientes palabras:

GAZAPOS: alq. en la prov. y dióc. de Salamanca, part. jud. y térm. municipal de Ciudad Rodrigo (1 leg.). Está sit. en una altura pequeña á orillas de un arroyo. Confina al N. con Dehesa de Valero; E. san Miguel de Caldillas; S. térm. de la Caridad, y O. Casasola. El terreno es llano á la parte del S. y O. y por las otras montuoso con arbolado de encina. prod.: trigo bueno, algarrobas y algun centeno; y hay caza de ganado vacuno, lanar y de cerda. pobl.: 1 vec., 3 alm. Esta propiedad pertenecia al suprimido conv. de la Caridad y fué vendida por lu amortizacion.
(Madoz, 1847, p. 340)